# 2020년 하계 올림픽 육상 남자 높이뛰기
2020년 하계 올림픽 육상 남자 높이뛰기 경기는 2021년 7월 30일과 8월 1일 일본 도쿄 올림픽 스타디움에서 열렸다. 24개국 32명의 선수가 참가하였다.
이탈리아의 잔마르코 탐베리 선수와 카타르의 무타즈 이사 바르심 선수가 2.37m를 통과해 동시 1위에 오르면서 공동 금메달이 수여되었다. 본경기 직후 주심이 두 선수에게 순위결정 경기를 치를 것인지 물었으나 바르심 선수가 "공동 금메달도 가능하냐"고 제안하면서 전격적으로 성사되었다. 이렇게 한 선수의 동의로 공동 금메달을 수여하게 된 것은 1912년 하계 올림픽 이후 109년 만의 일이어서 큰 화제를 낳았다.

## 경기 요약
남자 높이뛰기 종목은 초대 올림픽부터 한 번도 빠짐없이 치러져 온 육상 종목 12개 중 하나로, 이번이 29번째 대회였다. 앞서 치러진 예선 경기에서는 총 13명의 선수가 결선에 진출했다. 진출 가능 기록은 2.28m이었는데 톰 게일 선수가 3번의 시도 끝에 가까쓰로 통과한 유일한 선수가 되면서 결선행 막차를 탔다.
결선 경기에서는 2.30m에서 10명이 통과, 2.33m에서 8명이 통과했으며, 2.35m에서는 4명의 선수가 1차 시도만에 통과했다. 이 4명 중에서 우상혁 선수는 개인기록보다 4cm를 경신하는 기록을 세웠고, 전 대회 은메달리스트인 무타즈 에사 바르심 선수와 전 세계챔피언 잔마르코 탐베리 선수도 모든 높이를 1차 시도만에 깔끔하게 통과하며 선두를 달렸다. 특히 매 높이마다 첫번째 주자로 나선 바르심 선수가 완벽한 경기를 펼치면서 기록 경신에 앞장섰고, 이는 곧 필드에 나선 다른 선수들에게 부담감으로 작용했다.
2.37m 높이에서도 바르심 선수와 탐베리 선수 모두 다시 한번 통과했고, 이전 높이를 건너뛴 막심 네다세카우 선수도 1차 시도만에 성공했다. 나머지 선수들은 통과하지 못했으며, 네다스카우가 3위에 올라 동메달을 확보한 가운데 세계신기록에 달하는 2.39m 높이로 넘어가게 되었다. 2.39m에서는 바르심, 탐베리, 네다스카우 세 선수를 비롯해 모든 선수가 통과하지 못했으며 여전히 바르심 선수와 탐베리 선수가 공동 1위를 유지했다. 국제경기 규정에 따르면 1위 공동기록이 발생할 경우 점프오프 (jump off), 즉 순위결정 경기를 치르도록 되어 있다. 이 규정을 들어 주심이 두 선수에게 경기를 안내하자 바르심 선수가 공동순위 유지를 희망했다. 심판 측에서 선수들의 의향을 누르고 재경기시킬 수만은 없었던 관계로, 탐베리와 바르심 선수 모두 공동 금메달을 받게 되었고, 두 선수는 서로를 껴안으며 우승을 자축했다.

## 예선
남자 높이뛰기 종목에는 한 국가 (NOC)당 최대 3명까지 출전시킬 수 있으며, 올림픽 예선기간의 세계 랭킹을 통해 선발되거나 표준기록을 만족해야 한다. 이 국가당 3명 출전 제한규정은 1930년 올림픽 총회부터 도입된 것이다. 남자 높이뛰기의 표준기록은 2.33m로, "IAAF 세계 랭킹 절차를 통해 출전자격을 부여받을 수 없는 예외적인 상황에 놓인 선수들을 선발하려는 것이 유일한 목적"이라고 규정되어 있다. 세계랭킹 선발의 경우, 예선 기간 동안 한 선수가 기록한 최고성적 5개의 평균치를 기준으로 하고, 경기의 중요도에 따라 가중치를 부여한다. 이 세계랭킹은 32명의 올림픽 본선 진출자가 모두 결정될 때까지 계속해서 적용된다.
예선기간은 2019년 5월 1일부터 2020년 6월 29일까지였다. 하지만 코로나19 사태로 인해 2020년 4월 6일부터 11월 30일까지로 연기되었고, 이후 마감기한을 2021년 6월 29일로 재차 연장했다. 세계랭킹 집계 시작일도 2019년 5월 1일에서 2020년 6월 30일로 연기되었다. 이때 표준기록을 만족했을 경우 출전자격이 부여되는 것은 마찬가지지만, 그 사이의 기록을 세계랭킹 집계에 반영하지는 않기로 결정되었다.
예선 표준기록은 예선기간 동안 IAAF의 승인을 받은 경기라면 출전하여 달성할 수 있다. 기록달성 장소는 실내외 구분없이 가능하다. 또 예선 기간에 열리지 않았더라도 가장 최근의 대륙별 대회를 세계랭킹에 반영할 수 있도록 하였다. 이밖에 한 국가가 육상 종목의 표준기록에 부합하는 선수가 없을 경우 자리에 상관없이 남자 선수 1명씩 등록할 수 있도록 하는 보편성 규정도 적용되지만, 남자 높이뛰기 종목에서는 이를 이용해 출전하는 국가는 없었다.
2021년 6월 29일 예선마감 당시 표준기록으로 출전자격을 얻은 선수는 16명, 세계랭킹으로 자격을 얻은 선수는 16명으로 집계되었다.

### 남자 높이뛰기
총 엔트리수: 32명
| 기준           | 선수규모 | 국가                 | 지명선수                              |
| -------------- | -------- | -------------------- | ------------------------------------- |
| 표준기록 2.33m | 3        | 미국                 | 주보근 해리슨 셸비 매커윈 데릴 설리번 |
| 표준기록 2.33m | 2        | 이탈리아             | 스테파노 소틸레 잔마르코 탐베리       |
| 표준기록 2.33m | 2        | 러시아 올림픽 위원회 | 미하일 아키멘코 일리야 이바뉴크       |
| 표준기록 2.33m | 1        | 오스트레일리아       | 브랜든 스타크                         |
| 표준기록 2.33m | 1        | 바하마               | 자말 윌슨                             |
| 표준기록 2.33m | 1        | 벨라루스             | 막심 네다세카우                       |
| 표준기록 2.33m | 1        | 캐나다               | 장고 러벳                             |
| 표준기록 2.33m | 1        | 쿠바                 | 루이스 사야스                         |
| 표준기록 2.33m | 1        | 영국                 | 톰 게일                               |
| 표준기록 2.33m | 1        | 카타르               | 무타즈 이사 바르심                    |
| 표준기록 2.33m | 1        | 스위스               | 로이크 가슈                           |
| 표준기록 2.33m | 1        | 우크라이나           | 안드리 프로첸코                       |
| 세계랭킹       | 2        | 브라질               | 페르난두 페레이라 티아구 모우라       |
| 세계랭킹       | 2        | 일본                 | 에토 다카하시 도베 나오토             |
| 세계랭킹       | 1        | 바하마               | 도널드 토마스                         |
| 세계랭킹       | 1        | 벨라루스             | 즈미트리 나보카우                     |
| 세계랭킹       | 1        | 불가리아             | 티호미르 이바노프                     |
| 세계랭킹       | 1        | 캐나다               | 마이클 메이슨                         |
| 세계랭킹       | 1        | 중화인민공화국       | 왕유                                  |
| 세계랭킹       | 1        | 독일                 | 마토이츠 프르치빌코                   |
| 세계랭킹       | 1        | 케냐                 | 매튜 사웨                             |
| 세계랭킹       | 1        | 리투아니아           | 아드리유스 글레바우스카스             |
| 세계랭킹       | 1        | 말레이시아           | 리합웨이                              |
| 세계랭킹       | 1        | 멕시코               | 에드가르 리베라                       |
| 세계랭킹       | 1        | 뉴질랜드             | 해미시 커                             |
| 세계랭킹       | 1        | 대한민국             | 우상혁                                |
| 세계랭킹       | 1        | 시리아               | 마즈드 에딘 가잘                      |
| 총합           | 33명     |                      |                                       |

2018년 2.40m를 기록했다가 도핑 문제로 6년간 대회 출전금지 조치를 받은 다닐 리센코 선수는 명단에서 제외되었으며, 2019년부터 표준기록 2.33m를 달성한 7명의 선수는 명단에 올랐는데 다음과 같다.
1. 무타즈 이사 바르심 - 2019년 10월 4일 카타르 도하 할리파 스타디움에서 2.37m를 기록, 표준기록 통과로 본선 진출
2. 막심 네다세카우 - 2021년 3월 7일 폴란드 토룬 아레나에서 2.37m를 기록, 표준기록 통과로 본선 진출
3. 일리야 이바뉴크 - 2021년 5월 17일 러시아 스몰렌스크 SGAFKST 아레나에서 2.37m를 기록, 표준기록 통과로 본선 진출
4. 주보근 해리슨 - 2021년 5월 14일 미국 텍사스주 칼리지스테이션 쿠싱 스타디움에서 2.36m를 기록, 표준기록 통과로 본선 진출
5. 미하일 아키멘코 - 2019년 10월 4일 카타르 도하 할리파 스타디움에서 2.35m를 기록, 표준기록 통과로 본선 진출
6. 잔마르코 탐베리 - 2021년 2월 21일 이탈리아 안코나 팔라인도어 디 안코나에서 2.35m를 기록, 표준기록 통과로 본선 진출
7. 안드리 프로첸코 - 2021년 2월 17일 폴란드 토룬 아레나에서 2.34m를 기록, 표준기록 통과로 본선 진출

최종명단 중에는 2018년부터 주요 세계선수권 대회에서 우승을 차지한 선수들도 있다. 바르심은 2019년 도하 육상선수권대회에서, 프르치빌코는 2018년 베를린 유럽육상선수권대회에서, 페레이라는 2021년 남아메리카 육상 선수권 대회에서, 가잘은 2019년 아시아 육상 선수권 대회에서, 사웨는 2018년 아프리카 육상 선수권 대회에서, 커는 2019년 오세아니아 육상 선수권 대회에서, 스타크는 2018년 영연방 대회에서, 자야스는 2019년 팬아메리칸 게임에서, 해리슨과 로벳은 각각 미국과 캐나다 올림픽 국가대표 선발전에서 우승했다.
올림픽 본선에 진출하지 못한 선수는 대부분 표준기록 2.33m를 넘지 못했지만, 미국의 트레이 컬버는 2021년 2월 13일 미국 뉴욕시 오션브리즈 육상경기장에서 2.33m를 달성했음에도 미국 국가대표팀 선발전에서 탈락해 올림픽에 나가지 못했다.
2021년 들어서 2.30m 높이를 넘겼으나 랭킹 때문에 출전하지 못한 선수는 총 6명이 있다.
- 안드레이 추릴라 (벨라루스, 2.31m)
- 에릭 키너드와 제런 로빈슨 (미국, 2.30m)
- 우샨 티완카 (스리랑카, 2.30m)
- 왕전 (중화인민공화국, 2.30m)
- 파비안 델리드 (스웨덴, 2.30m)

올림픽 본선에 오르지 못한 선수 중 세계랭킹이 가장 높은 선수는 벨기에의 토마스 카르무아 (31위, 1214포인트)다.
지난 2016년 리우 올림픽에 출전했던 45명의 선수 중 이번 대회에 연이어 참가하게 된 선수는 13명에 불과하다.

## 경기 방식
이번 대회의 경기방식은 예선과 결선의 2라운드로 진행되며, 이는 1912년 스톡홀름 올림픽부터 유지되어 온 방식이다. 한 높이를 두고 통과 여부를 겨루는데, 각 선수마다 성공할 때까지 총 세 번의 기회가 주어지며, 해당 높이든 다음 높이로 넘기든 3연속으로 실패하면 탈락하게 된다.
예선전은 올림픽 출전 표준기록인 2.30m 높이에 도달할 때까지 조금씩 바의 높이를 올려 진행된다. 표준기록까지 모두 통과한 선수는 결선에 진출한다. 결선에 진출하는 선수는 최소 12명이며, 만약 성공한 선수가 12명에 못 미칠 경우 (동순위를 포함해) 상위 12위 이내에 든 선수들이 결선에 진출하게 된다. 최근 대회에서는 표준높이 바로 밑 높이를 쉽게 달성할 수 있는 선수가 많지 않아, 표준높이조차 시도하지 못하고 순위에 따라 진출하는 경우가 흔해졌다.
결선에서는 예선 표준높이 바로 밑 높이에서부터 시작해 점점 높이를 올리는 방식으로 진행된다. 결선은 모든 선수가 탈락할 때까지 진행된다.

## 기록
이번 대회 이전의 세계기록, 올림픽기록, 지역별 기록은 다음과 같다.
| 유형 | 선수                      | 기록 | 장소            | 날짜            |
| ---- | ------------------------- | ---- | --------------- | --------------- |
|      | 하비에르 소토마요르 (CUB) | 2.45 | 스페인 살라망카 | 1993년 7월 27일 |
|      | 찰스 오스틴 (USA)         | 2.39 | 미국 애틀랜타   | 1996년 7월 27일 |

| 지역              | 높이 (m) | 선수                | 국가              |
| ----------------- | -------- | ------------------- | ----------------- |
| 아프리카 (기록)   | 2.38     | 자크 프레이타그     | 남아프리카 공화국 |
| 아시아 (기록)     | 2.43     | 무타즈 이사 바르심  | 카타르            |
| 유럽 (기록)       | 2.42     | 파트리크 셰베리     | 스웨덴            |
| 북중미 (기록      | 2.45     | 하비에르 소토마요르 | 쿠바              |
| 오세아니아 (기록) | 2.36     | 팀 포시스           | 오스트레일리아    |
| 남아메리카 (기록) | 2.33     | 힐마르 마요         | 콜롬비아          |

## 일종
모든 시각은 일본 표준시 (UTC+9, 한국 시각과 동일)를 따른다.
남자 높이뛰기는 이틀에 걸쳐 치러진다.
| 날짜                 | 시간  | 경기 |
| -------------------- | ----- | ---- |
| 2021년 7월 30일 (금) | 9:00  | 예선 |
| 2021년 8월 1일 (일)  | 19:00 | 결선 |

## 결과

### 예선전
2.30m를 넘긴 경우 (Q)에는 자동 진출하며, 12위 이내에 든 경우 (q)에도 결선에 진출한다.
| 순위 | 조 | 선수                      | 국가                 | 2.17 | 2.21 | 2.25 | 2.28 | 최종기록 | 주    |
| ---- | -- | ------------------------- | -------------------- | ---- | ---- | ---- | ---- | -------- | ----- |
| 1    | B  | 미하일 아키멘코           | 러시아 올림픽 위원회 | o    | o    | o    | o    | 2.28     | q     |
| 1    | A  | 무타즈 이사 바르심        | 카타르               | –    | o    | o    | o    | 2.28     | q     |
| 1    | A  | 장고 러벳                 | 캐나다               | o    | o    | o    | o    | 2.28     | q     |
| 4    | B  | 주보근 해리슨             | 미국                 | o    | o    | xo   | o    | 2.28     | q     |
| 4    | A  | 해미시 커                 | 뉴질랜드             | o    | o    | xo   | o    | 2.28     | q     |
| 4    | B  | 브랜든 스타크             | 오스트레일리아       | o    | o    | xo   | o    | 2.28     | q     |
| 4    | B  | 도베 나오토               | 일본                 | o    | xo   | o    | o    | 2.28     | q     |
| 8    | A  | 셸비 매커윈               | 미국                 | xo   | xxo  | o    | o    | 2.28     | q     |
| 9    | A  | 잔마르코 탐베리           | 이탈리아             | o    | o    | o    | xo   | 2.28     | q     |
| 9    | B  | 우상혁                    | 대한민국             | o    | o    | o    | xo   | 2.28     | q     |
| 11   | A  | 일리야 이바뉴크           | 러시아 올림픽 위원회 | o    | o    | xo   | xo   | 2.28     | q     |
| 12   | B  | 막심 네다세카우           | 벨라루스             | o    | o    | xxo  | xo   | 2.28     | q     |
| 13   | A  | 톰 게일                   | 영국                 | o    | o    | xo   | xxo  | 2.28     | q, SB |
| 14   | B  | 마이클 메이슨             | 캐나다               | o    | o    | o    | xxx  | 2.25     |       |
| 14   | A  | 즈미트리 나보카우         | 벨라루스             | o    | o    | o    | xxx  | 2.25     |       |
| 14   | A  | 안드리 프로첸코           | 우크라이나           | o    | o    | o    | xxx  | 2.25     |       |
| 17   | A  | 에토 다카하시             | 일본                 | o    | o    | xxx  | 빈칸 | 2.21     |       |
| 17   | A  | 왕유                      | 중화인민공화국       | o    | o    | xxx  | 빈칸 | 2.21     |       |
| 19   | B  | 마즈드 에딘 가잘          | 시리아               | xo   | xo   | xxx  | 빈칸 | 2.21     | SB    |
| 19   | B  | 에드가르 리베라           | 멕시코               | xo   | xo   | xxx  | 빈칸 | 2.21     |       |
| 21   | A  | 페르난두 페레이라         | 브라질               | o    | xxo  | xxx  | 빈칸 | 2.21     |       |
| 21   | B  | 티아구 모우라             | 브라질               | o    | xxo  | xxx  | 빈칸 | 2.21     |       |
| 23   | B  | 로이크 가슈               | 스위스               | xo   | xxo  | xxx  | 빈칸 | 2.21     |       |
| 23   | B  | 마토이츠 프르치빌코       | 독일                 | xo   | xxo  | xxx  | 빈칸 | 2.21     |       |
| 25   | A  | 도널드 토마스             | 바하마               | xxo  | xxo  | xxx  | 빈칸 | 2.21     |       |
| 26   | A  | 아드리유스 글레바우스카스 | 리투아니아           | o    | xxx  | 빈칸 | 빈칸 | 2.17     |       |
| 26   | B  | 티호미르 이바노프         | 불가리아             | o    | xxx  | 빈칸 | 빈칸 | 2.17     |       |
| 26   | B  | 스테파노 소틸레           | 이탈리아             | o    | xxr  | 빈칸 | 빈칸 | 2.17     |       |
| 26   | A  | 루이스 엔리케 사야스      | 쿠바                 | o    | xxx  | 빈칸 | 빈칸 | 2.17     |       |
| 30   | A  | 매튜 사웨                 | 케냐                 | xo   | xxx  | 빈칸 | 빈칸 | 2.17     |       |
| 30   | B  | 데릴 설리번               | 미국                 | xo   | xxx  | 빈칸 | 빈칸 | 2.17     |       |
| 32   | B  | 자말 윌슨                 | 바하마               | xxo  | xxx  | 빈칸 | 빈칸 | 2.17     |       |
| –    | A  | 리합웨이                  | 말레이시아           | xxx  | 빈칸 | 빈칸 | 빈칸 | NH       |       |

### 결선
결선 경기결과는 다음과 같다.
| 순위 | 선수               | 국가                 | 2.19 | 2.24 | 2.27 | 2.30 | 2.33 | 2.35 | 2.37 | 2.39 | 최종기록 | 주  |
| ---- | ------------------ | -------------------- | ---- | ---- | ---- | ---- | ---- | ---- | ---- | ---- | -------- | --- |
| 1    | 무타즈 이사 바르심 | 카타르               | -    | o    | o    | o    | o    | o    | o    | xxx  | 2.37     | SB  |
| 1    | 잔마르코 탐베리    | 이탈리아             | o    | o    | o    | o    | o    | o    | o    | xxx  | 2.37     | SB  |
| 3    | 막심 네다세카우    | 벨라루스             | xo   | o    | o    | o    | o    | x-   | o    | xxx  | 2.37     | =NR |
| 4    | 우상혁             | 대한민국             | o    | o    | o    | o    | xo   | o    | x-   | xx   | 2.35     | NR  |
| 5    | 브랜든 스타크      | 오스트레일리아       | o    | o    | o    | o    | xxo  | o    | x-   | xx   | 2.35     | SB  |
| 6    | 미하일 아키멘코    | 러시아 올림픽 위원회 | o    | o    | o    | xo   | xo   | xx-  | x    |      | 2.33     | =SB |
| 7    | 주보근 해리슨      | 미국                 | o    | o    | xxo  | xo   | xo   | –    | x-   | xx   | 2.33     |     |
| 8    | 장고 러벳          | 캐나다               | o    | o    | o    | o    | xxx  |      |      |      | 2.30     |     |
| 9    | 일리야 이바뉴크    | 러시아 올림픽 위원회 | o    | o    | o    | xo   | xxx  |      |      |      | 2.30     |     |
| 10   | 해미시 커          | 뉴질랜드             | o    | o    | xxo  | xxo  | xxx  |      |      |      | 2.30     |     |
| 11   | 톰 게일            | 영국                 | o    | o    | o    | xxx  |      |      |      |      | 2.27     |     |
| 12   | 셸비 매커윈        | 미국                 | o    | xxo  | o    | xxx  |      |      |      |      | 2.27     |     |
| 13   | 도베 나오토        | 일본                 | xo   | o    | xxx  |      |      |      |      |      | 2.24     |     |

o 도전 성공 | x 도전 실패 | - 도전 패스 | NR 자국기록 | SB 시즌 최고기록 | =NR 자국 공동기록 | =SB 시즌 공동 최고기록